# Ernst Pergler von Perglas
Wilhelm Ernst Julius Hermann Freiherr Pergler von Perglas (* 7. Februar 1828 in Ludwigsburg; † 21. Mai 1895 in Stuttgart) war ein württembergischer Generalmajor.

## Leben

### Herkunft
Ernst entstammte der württembergischen Linie des freiherrlichen Geschlechts Pergler von Perglas. Er war ein Sohn des württembergischen Generalmajors Friedrich Wilhelm Pergler von Perglas (1800–1868) und dessen Ehefrau Sophie, geborene Freiin Kechler von und zu Schwandorf (1807–1857). Sein älterer Bruder war der württembergische General der Infanterie Friedrich Pergler von Perglas (1827–1913).

### Militärkarriere
Pergler wurde Anfang Oktober 1844 in die Offizier-Bildungsanstalt in Ludwigsburg aufgenommen und am 10. April 1848 als Leutnant dem 7. Infanterie-Regiment der Württembergischen Armee überwiesen. Ende September 1851 folgte seine Versetzung in das 4. Infanterie-Regiment. Hier rückte er Anfang Juni 1853 zum Oberleutnant auf und war ab Ende April 1856 als Schützenoffizier tätig. Am 2. Juni 1856 wurde Pergler als Kompanieoffizier in das 2. Infanterie-Regiment versetzt und fungierte vom 9. Juli 1857 bis zum 26. April 1863 als Regimentsadjutant. Anschließend avancierte er zum Hauptmann und Kompaniekommandant im 4. Infanterie-Regiment. In dieser Stellung nahm er 1866 am Krieg gegen Preußen teil.
Mit der Beförderung zum Major kehrte Pergler am 7. September 1869 als Bataillonskommandant in das 7. Infanterie-Regiment zurück, in dem er seine Offizierslaufbahn begonnen hatte. Im folgenden Krieg gegen Frankreich führte er sein Bataillon 1870/71 in den Schlachten bei Sedan und Villiers sowie bei der Einschließung und Belagerung von Paris. König Karl verlieh ihm am 28. Dezember 1870 das Ritterkreuz des Militärverdienstordens. Damit verbunden war die Erhebung in den persönlichen, nicht vererbbaren württembergischen Adelsstand und er durfte ab diesem Zeitpunkt das Prädikat „von“ in seinem Namen tragen. Außerdem erhielt er beide Klassen des Eisernen Kreuzes und die Erlaubnis zur Annahme des Komtur II. Klasse des Albrechts-Ordens mit Kriegsdekoration.
Nach dem Friedensschluss avancierte Pergler Anfang März 1874 zum Oberstleutnant und war ab dem 6. April zur Vertretung des abkommandierten Kommandeurs des 1. Infanterie-Regiments (Grenadier-Regiment Königin Olga) Nr. 119 kommandiert. Am 6. Juli 1874 beauftragte man ihn zunächst mit der Führung des 4. Infanterie-Regiments Nr. 122, bevor er am 30. November 1874 zum Regimentskommandeur ernannt und in dieser Eigenschaft am 22. September 1876 zum Oberst befördert wurde. Unter Stellung à la suite seines Regiments war Pergler vom 28. März 1881 bis 29. März 1882 mit der Führung der 54. Infanterie-Brigade (4. Königlich Württembergische) beauftragt und erhielt anschließend das Kommando über den Großverband. Unter Verleihung des Charakters als Generalmajor wurde ihm am 8. Juni 1883 sein Abschied mit Pension bewilligt.

### Familie
Pergler hatte sich am 25. September 1854 mit Pauline Groß (1829–1909) verheiratet. Aus der Ehe gingen die 1855 geborenen Zwillingssöhne Ernst und Arthur hervor.